# Rodel vid olympiska vinterspelen 2022
Rodel vid olympiska vinterspelen 2022 arrangerade i Yanqing National Sliding Centre i Yanqing i Kina mellan den 5 och 10 februari 2022. Totalt 109 rodelåkare representerandes 26 olika nationella olympiska kommittéer tävlade i fyra grenar.

## Medaljsammanfattning
| Gren                         | Guld                                                                   | Guld     | Silver                                                            | Silver   | Brons                                                              | Brons    |
| Damernas singel Detaljer...  | Natalie Geisenberger Tyskland                                          | 3.53,454 | Anna Berreiter Tyskland                                           | 3.53,947 | Tatjana Ivanova ROC                                                | 3.54,507 |
| Herrarnas singel Detaljer... | Johannes Ludwig Tyskland                                               | 3.48,735 | Wolfgang Kindl Österrike                                          | 3.48,895 | Dominik Fischnaller Italien                                        | 3.49,686 |
| Dubbel Detaljer...           | Tobias Arlt Tobias Wendl Tyskland                                      | 1.56,554 | Sascha Benecken Toni Eggert Tyskland                              | 1.56,653 | Lorenz Koller Thomas Steu Österrike                                | 1.57,065 |
| Mixat lag Detaljer...        | Tyskland Natalie Geisenberger Johannes Ludwig Tobias Wendl Tobias Arlt | 3.03,406 | Österrike Madeleine Egle Wolfgang Kindl Thomas Steu Lorenz Koller | 3.03,486 | Lettland Elīza Tīruma Kristers Aparjods Mārtiņš Bots Roberts Plūme | 3.04,354 |

## Medaljtabell
| Pl. | Nation    | Guld | Silver | Brons | Totalt |
| --- | --------- | ---- | ------ | ----- | ------ |
| 1   | Tyskland  | 4    | 2      | 0     | 6      |
| 2   | Österrike | 0    | 2      | 1     | 3      |
| 3   | Italien   | 0    | 0      | 1     | 1      |
| 3   | Lettland  | 0    | 0      | 1     | 1      |
| 3   | ROC       | 0    | 0      | 1     | 1      |
|     | Totalt    | 4    | 4      | 4     | 12     |

### Fotnoter
1. ↑  Luge - Olympic Schedule & Results. Arkiverad 6 februari 2022 hämtat från the Wayback Machine. beijing2022.cn. Läst 6 februari 2022.
2. ↑  (1 februari 2022). Luge – Entry List by NOC. Arkiverad 5 februari 2022 hämtat från the Wayback Machine. beijing2022.cn. Läst 6 februari 2022.
3. ↑  ”Women's Singles Run 4 Results - Olympic Luge”. https://olympics.com/beijing-2022/olympic-games/en/results/luge/results-women-s-singles-fnl-000400-.htm. Läst 10 februari 2022.
4. ↑  (6 februari 2022). Luge - Men's Singles. beijing2022.cn. Läst 6 februari 2022.
5. ↑  ”Doubles Run 2 Results - Olympic Luge”. https://olympics.com/beijing-2022/olympic-games/en/results/luge/results-doubles-fnl-000200-.htm. Läst 10 februari 2022.
6. ↑  ”Team Relay Competition Results - Olympic Luge”. https://olympics.com/beijing-2022/olympic-games/en/results/luge/results-team-relay-fnl-000100-.htm. Läst 10 februari 2022.